# Fascination
『Fascination』（ファッシネイション）は1979年12月5日にリリースされた門あさ美の1枚目のアルバムである。

## 解説
ほとんどの曲の作詞・作曲を彼女自身で手がけた作品。鈴木茂・戸塚修がアレンジで参加。

## 収録曲

### Side One
1. Morning Kiss (4:12)
作詞・作曲：門あさ美　編曲：戸塚修
2. Keep on Loving (4:01)
作詞・作曲：門あさ美　編曲：鈴木茂
3. Stop Passing Night (5:02)
作詞・作曲：門あさ美　編曲：戸塚修
4. South Shore (2:32)
作曲・編曲：戸塚修
5. Good Luck (4:40)
作詞：門あさ美・小林和子　作曲：門あさ美　編曲：松任谷正隆

### Side Two
1. Fascination (3:08)
作詞：岡田冨美子　作曲：門あさ美　編曲：戸塚修
2. Darling (3:54)
作詞・作曲：門あさ美　編曲：鈴木茂
3. Smile for Me (5:05)
作詞・作曲：門あさ美　編曲：戸塚修
4. Fancy Evening [4:22)
作詞・作曲：門あさ美　編曲：鈴木茂
5. Blue (4:24)
作詞・作曲：門あさ美　編曲：戸塚修

## スタッフ・クレジット

### 参加ミュージシャン
- 記載なし

### 制作クレジット
- プロデューサー - 奥島吉雄
- ディレクター - 山口喜由
- ディスク・コーディネーター - 田中彰
- レコーダィング・エンジニア - 水谷照也
- ミキシング・エンジニア - 水谷照也、吉野金次
- マスタリング・エンジニア - 吉野金次
- イラストレーション - 川崎利明
- 写真 - 波多健二
- エグゼクティブ・プロデューサー - 川上源一

## リリース日一覧
| 地域 | リリース日     | レーベル                               | 規格                      | カタログ番号 | 備考         |
| ---- | -------------- | -------------------------------------- | ------------------------- | ------------ | ------------ |
| 日本 | 1979年12月5日  | ユニオン                               | 30cmLP                    | GU-2001      |              |
| 日本 | 1979年12月5日  | ユニオン                               | カセット                  | U4B-21       |              |
| 日本 | 1985年6月1日   | ユニオン                               | 12cmCD                    | 30CH-32      |              |
| 日本 | 1988年5月21日  | ユニオン                               | 12cmCD                    | 15CH-16      |              |
| 日本 | 1990年11月21日 | コンチネンタル                         | 12cmCD                    | TECN-18053   |              |
| 日本 | 1994年6月22日  | ティー・グランドミュージック           | 12cmCD                    | TECN-15253   |              |
| 日本 | 2001年12月19日 | ヤマハミュージックコミュニケーションズ | 12cmCD                    | YCCU-00007   |              |
| 日本 | 2005年8月4日   | ヤマハミュージックコミュニケーションズ | デジタル・ダウンロード    | 75730681     | iTunes Store |
| 日本 | 2007年10月24日 | ビクターエンタテインメント             | デジタルリマスター 12cmCD | VICL-62610   | 紙ジャケット |
| 日本 | 2016年7月20日  | ヤマハミュージックコミュニケーションズ | デジタルリマスター 12cmCD | YCCU-10042   | Blu-spec CD2 |

## タイアップ
| トラック番号 | 曲名            | タイアップ                                                                   |
| Side 2-1     | 「Fascination」 | コッキーポップ テーマソング (1979年10月 - 12月)                              |
| Side 2-1     | 「Fascination」 | 秀よし醸造元 合名会社 鈴木酒造店 『発泡清酒 ラシャンテ』CMソング (2010年2月) |